# 薩拉莫尼鎮區 (印地安納州亨廷頓縣)
薩拉莫尼鎮區（英語：Salamonie Township）是位於美國印地安納州亨廷頓縣的一個行政鎮區。

## 地方資料
根據2010年美國人口普查的數據，薩拉莫尼鎮區的面積為94.50平方千米，當中陸地面積為94.00平方千米，而水域面積為0.50平方千米。當地共有人口2049人，而人口密度為每平方千米21.68人。